# Gare du Puy-en-Velay
La gare du Puy-en-Velay est une gare ferroviaire française de la ligne de Saint-Georges-d'Aurac à Saint-Étienne-Châteaucreux, située sur le territoire de la commune du Puy-en-Velay, dans le département de la Haute-Loire, en région Auvergne-Rhône-Alpes. Le centre-ville est à 200 mètres.
Elle a été mise en service en 1866 par la Compagnie des chemins de fer de Paris à Lyon et à la Méditerranée (PLM). C'est une gare de la Société nationale des chemins de fer français (SNCF), desservie par des trains TER Auvergne-Rhône-Alpes.

## Situation ferroviaire
Ancienne gare de bifurcation, elle est située au point kilométrique (PK) 52,547 de la ligne de Saint-Georges-d'Aurac à Saint-Étienne-Châteaucreux, entre les gares ouvertes de Darsac et de Lavoûte-sur-Loire. Elle était l'origine de la ligne du Puy à Langogne maintenant déclassée. Son altitude est de 629 m.

## Histoire
La section du Puy à Lavoûte-sur-Loire, concédée à la Compagnie du chemin de fer Grand-Central de France est mise en service par la Compagnie des chemins de fer de Paris à Lyon et à la Méditerranée (PLM) le 14 mai 1866. La gare du Puy devient le terminus provisoire de la ligne venant de Saint-Étienne, jusqu'à la mise en service de la section suivante du Puy à Darsac le 18 mai 1874.
La gare fut l'un des trois terminus du réseau du tramway du Puy-en-Velay, qui fonctionna de 1896 jusqu'aux années 1920.

## Service des voyageurs

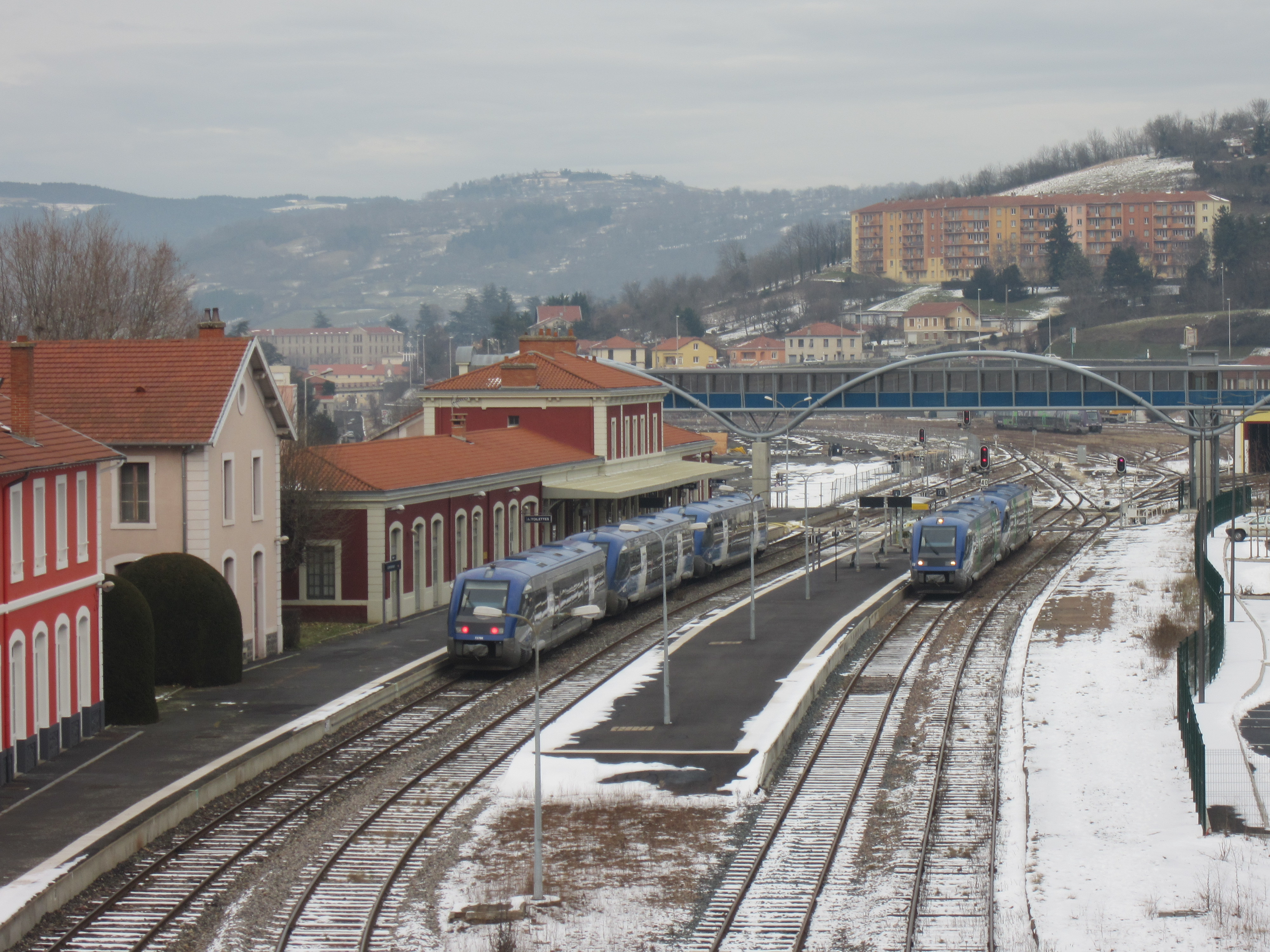
X 73500 en gare du Puy-en-Velay

### Accueil
Gare SNCF, elle dispose d'un bâtiment voyageurs, avec guichet, ouvert tous les jours. Elle est équipée d'automates pour l'achat de titres de transport. Un service « accès TER » est proposé pour les personnes à la mobilité réduite.

### Desserte
Le Puy-en-Velay est desservie par des trains TER Auvergne-Rhône-Alpes qui effectuent des missions entre les gares : du Puy-en-Velay et Saint-Étienne-Châteaucreux ; du Puy-en-Velay et Clermont-Ferrand

## Fréquentation
De 2015 à 2023, selon les estimations de la SNCF, la fréquentation annuelle de la gare s'élève aux nombres indiqués dans le tableau ci-dessous.
| Année                      | 2015    | 2016    | 2017    | 2018    | 2019    | 2020    | 2021    | 2022    | 2023    |
| -------------------------- | ------- | ------- | ------- | ------- | ------- | ------- | ------- | ------- | ------- |
| Voyageurs                  | 251 698 | 238 506 | 206 755 | 232 241 | 272 218 | 167 756 | 235 197 | 288 773 | 302 604 |
| Voyageurs et non voyageurs | 314 622 | 298 132 | 258 444 | 290 301 | 340 273 | 209 696 | 293 996 | 360 966 | 378 255 |

### Intermodalité
La gare est située à 200 mètres du centre-ville, un parc de stationnement pour les véhicules y est aménagé.
La gare est desservie par la ligne 12 du réseau Tudip, et les Cars Région qui complètent ou remplacent les liaisons ferroviaires des lignes.
L'intermodalité de la gare a été renforcée par la réalisation d'une nouvelle voie de désenclavement, ainsi que d'une gare routière permettant d'accueillir les bus de la région et d'un vaste parking. Le parvis de la gare comprend un espace de dépose-minute et des aménagements pour les bus Tudip de la ville.